# 1923年のメジャーリーグベースボール
以下は、メジャーリーグベースボール（MLB）における1923年のできごとを記す。
1923年4月17日に開幕し10月15日に全日程を終え、ナショナルリーグはニューヨーク・ジャイアンツが3年連続11度目のリーグ優勝を、アメリカンリーグはニューヨーク・ヤンキースが同じく3年連続3度目のリーグ優勝をした。
ワールドシリーズはニューヨーク・ヤンキースが、ニューヨーク・ジャイアンツを4勝2敗で破り初制覇した。
1922年のメジャーリーグベースボール - 1923年のメジャーリーグベースボール - 1924年のメジャーリーグベースボール

## できごと
ナショナルリーグはニューヨーク・ジャイアンツがフランキー・フリッシュ、ロス・ヤングス 、アイリッシュ・ミューゼル （弟のボブ・ミューゼルはヤンキースに在籍）の打線が好調でペナントレースを3連覇した。一方アメリカンリーグではこの年に新球場ヤンキースタジアムに移ったニューヨーク・ヤンキースのベーブ・ルース が本塁打41本、打点131の二冠に輝き、打率も.393の自己最高打率で活躍して（首位打者はハリー・ハイルマン (DET) で打率.403）、ジャイアンツと同じくリーグ3連覇となった。
そしてワールドシリーズでは前年極端な不振に終わったルースが名誉を挽回して打率.368で本塁打3本打ち、第4戦以降ヤンキースが3連勝して初の世界一となった。
- サイ・ウィリアムズ 
  - この年のナショナルリーグの本塁打王は、フィラデルフィア・フィリーズのサイ・ウィリアムズで41本であった。ウイリアムズは1915年に12本、1920年に16本で最多本塁打であったが、それがこの年には41本に達し、飛ぶボールの時代を象徴している。
- ロス・ヤングス
  - この年のナショナルリーグの最多得点はジャイアンツのロス・ヤングスの121であった。ヤングスは1918年から1924年まで7年連続3割を打ち、マグロー監督は「私が見た最も優秀な外野手」と高く評価した。大きなタイトルには縁が無かったが1921年からのジャイアンツのリーグ4連覇の時の中軸バッターで打ちまくった選手であった。1926年に腎臓病を患いシーズン途中から欠場し、再びポログラウンズに戻ることなく、翌1927年に30歳の若さで死去した。通算打率.323。（1972年殿堂入り）

### ヤンキースタジアム完成
前年までジャイアンツの本拠地ポロ・グラウンズを借りていたヤンキースだが、マグロー監督に追い出される形となり、ポロ・グラウンズのハーレム川対岸のブロンクス地区に新しい球場ヤンキー・スタジアムを建設し、この年4月18日の開幕戦でオープンした。当時としては最大規模を誇り、始球式には当時のニューヨーク州知事アル・スミスが招かれ、試合は3回裏にルースが記念すべき球場第1号の本塁打を打って、4-1でヤンキースが快勝した。一方ワールドシリーズの球場第1号はルースではなく、ニューヨーク・ジャイアンツの選手が第1戦9回表に左中間へランニングホームランを打っている。このシリーズ第1号を打ったジャイアンツの選手の名前はケーシー・ステンゲル。後のヤンキース黄金時代の名監督となった人物である。

## 最終成績

### レギュラーシーズン
| 順 | チーム                           | 勝利 | 敗戦 | 勝率 | G差  |
| -- | -------------------------------- | ---- | ---- | ---- | ---- |
| 1  | ニューヨーク・ヤンキース         | 98   | 54   | .645 | --   |
| 2  | デトロイト・タイガース           | 83   | 71   | .539 | 16.0 |
| 3  | クリーブランド・インディアンス   | 82   | 71   | .536 | 16.5 |
| 4  | ワシントン・セネタース           | 75   | 78   | .490 | 23.5 |
| 5  | セントルイス・ブラウンズ         | 74   | 78   | .487 | 24.0 |
| 6  | フィラデルフィア・アスレチックス | 69   | 83   | .454 | 29.0 |
| 7  | シカゴ・ホワイトソックス         | 69   | 85   | .448 | 30.0 |
| 8  | ボストン・レッドソックス         | 61   | 91   | .401 | 37.0 |

| 順 | チーム                       | 勝利 | 敗戦 | 勝率 | G差  |
| -- | ---------------------------- | ---- | ---- | ---- | ---- |
| 1  | ニューヨーク・ジャイアンツ   | 95   | 58   | .621 | --   |
| 2  | シンシナティ・レッズ         | 91   | 63   | .591 | 4.5  |
| 3  | ピッツバーグ・パイレーツ     | 87   | 67   | .565 | 8.5  |
| 4  | シカゴ・カブス               | 83   | 71   | .539 | 12.5 |
| 5  | セントルイス・カージナルス   | 79   | 74   | .516 | 16.0 |
| 6  | ブルックリン・ロビンス       | 76   | 78   | .494 | 19.5 |
| 7  | ボストン・ブレーブス         | 54   | 100  | .351 | 41.5 |
| 8  | フィラデルフィア・フィリーズ | 50   | 104  | .325 | 45.5 |

### ワールドシリーズ
- ヤンキース 4 - 2 ジャイアンツ

| 10/10 – | ジャイアンツ | 5 | - | 4 |  | ヤンキース   |
| 10/11 – | ヤンキース   | 4 | - | 2 |  | ジャイアンツ |
| 10/12 – | ジャイアンツ | 1 | - | 0 |  | ヤンキース   |
| 10/13 – | ヤンキース   | 8 | - | 4 |  | ジャイアンツ |
| 10/14 – | ジャイアンツ | 1 | - | 8 |  | ヤンキース   |
| 10/15 – | ヤンキース   | 6 | - | 4 |  | ジャイアンツ |

## 個人タイトル

### アメリカンリーグ
| 項目   | 選手                             | 記録 |
| ------ | -------------------------------- | ---- |
| 打率   | ハリー・ハイルマン (DET)         | .403 |
| 本塁打 | ベーブ・ルース (NYY)             | 41   |
| 打点   | ベーブ・ルース (NYY)             | 131  |
| 得点   | ベーブ・ルース (NYY)             | 151  |
| 安打   | チャーリー・ジェイミーソン (CLE) | 222  |
| 盗塁   | エディ・コリンズ (CWS)           | 48   |

| 項目   | 選手                         | 記録 |
| ------ | ---------------------------- | ---- |
| 勝利   | ジョージ・ウール (CLE)       | 26   |
| 敗戦   | ハーマン・ピレット (DET)     | 19   |
| 敗戦   | エディ・ロンメル (PHA)       | 19   |
| 防御率 | スタン・コベレスキ (CLE)     | 2.76 |
| 奪三振 | ウォルター・ジョンソン (WS1) | 130  |
| 投球回 | ジョージ・ウール (CLE)       | 357⅔ |
| セーブ | アレン・ラッセル (WS1)       | 9    |

### ナショナルリーグ
| 項目   | 選手                           | 記録 |
| ------ | ------------------------------ | ---- |
| 打率   | ロジャース・ホーンスビー (STL) | .384 |
| 本塁打 | サイ・ウィリアムズ (PHI)       | 41   |
| 打点   | アイリッシュ・ミューゼル (NYG) | 125  |
| 得点   | ロス・ヤングス (NYG)           | 121  |
| 安打   | フランキー・フリッシュ (NYG)   | 223  |
| 盗塁   | マックス・キャリー (PIT)       | 51   |

| 項目   | 選手                       | 記録 |
| ------ | -------------------------- | ---- |
| 勝利   | ドルフ・ルケ (CIN)         | 27   |
| 敗戦   | ウィルバー・クーパー (PIT) | 19   |
| 防御率 | ドルフ・ルケ (CIN)         | 1.93 |
| 奪三振 | ダジー・ヴァンス (BRO)     | 197  |
| 投球回 | バーリー・グライムス (BRO) | 327  |
| セーブ | クラウド・ジョナルド (NYG) | 5    |

## 表彰
シーズンMVP
- ナショナルリーグ ： 該当者なし
- アメリカンリーグ ： ベーブ・ルース (NYY)